# 里帕尔贝拉
里帕尔贝拉（義大利語：Riparbella），是意大利比萨省的一个市镇。总面积58平方公里，人口1649人，人口密度28.4人/平方公里（2009年）。ISTAT代码为050030。